# Gordon Balfour
Gordon Bruce Balfour (Toronto, Ontario, 25 de desembre de 1882 – Toronto, 31 de juliol de 1949) va ser un remer canadenc que va competir a començaments del segle xx.
El 1908 va prendre part en els Jocs Olímpics de Londres, on guanyà dues medalles de bronze del programa de rem: el quatre sense timoner i el vuit amb timoner.
Balfour es graduà en dret a la Universitat de York el 1909 i posteriorment serví a la Canadian Field Artillery durant la Primera Guerra Mundial.